# 赫尔辛基颂歌中央图书馆
赫尔辛基颂歌中央图书馆（芬蘭語：Helsingin keskustakirjasto Oodi），是位于芬兰赫尔辛基市中心的市立图书馆建筑。芬兰ALA建筑设计所赢得了面向国际招标的设计比赛。赫尔辛基市议会在2015年1月批准了该项设计方案，同年下半年开始了建设。2018年12月5日图书馆正式开放。
在面向公众的命名竞标中，“颂歌”（芬蘭語：Oodi）被选定为该建筑的名字。该名字有两个官方写法（芬瑞英三语，及中文参考译名）：
- Helsingin keskustakirjasto Oodi – Helsingfors centrumbibliotek Ode – Helsinki Central Library Oodi （赫尔辛基颂歌中央图书馆）
- Kirjasto Oodi, Helsinki – Biblioteket Ode, Helsingfors – Library Oodi, Helsinki （赫尔辛基颂歌图书馆）

该建筑分三层，每层有不同的用途。第一层为市民提供碰面的场所，并有电影院、展厅和咖啡厅。第二层为工作和开展爱好活动的场所。第三层为传统的图书馆，带有收藏的书籍和青少年活动室。图书馆将会有14万本藏书。预计中央图书馆的访客每年会有两百万人，及每天会有1万人。

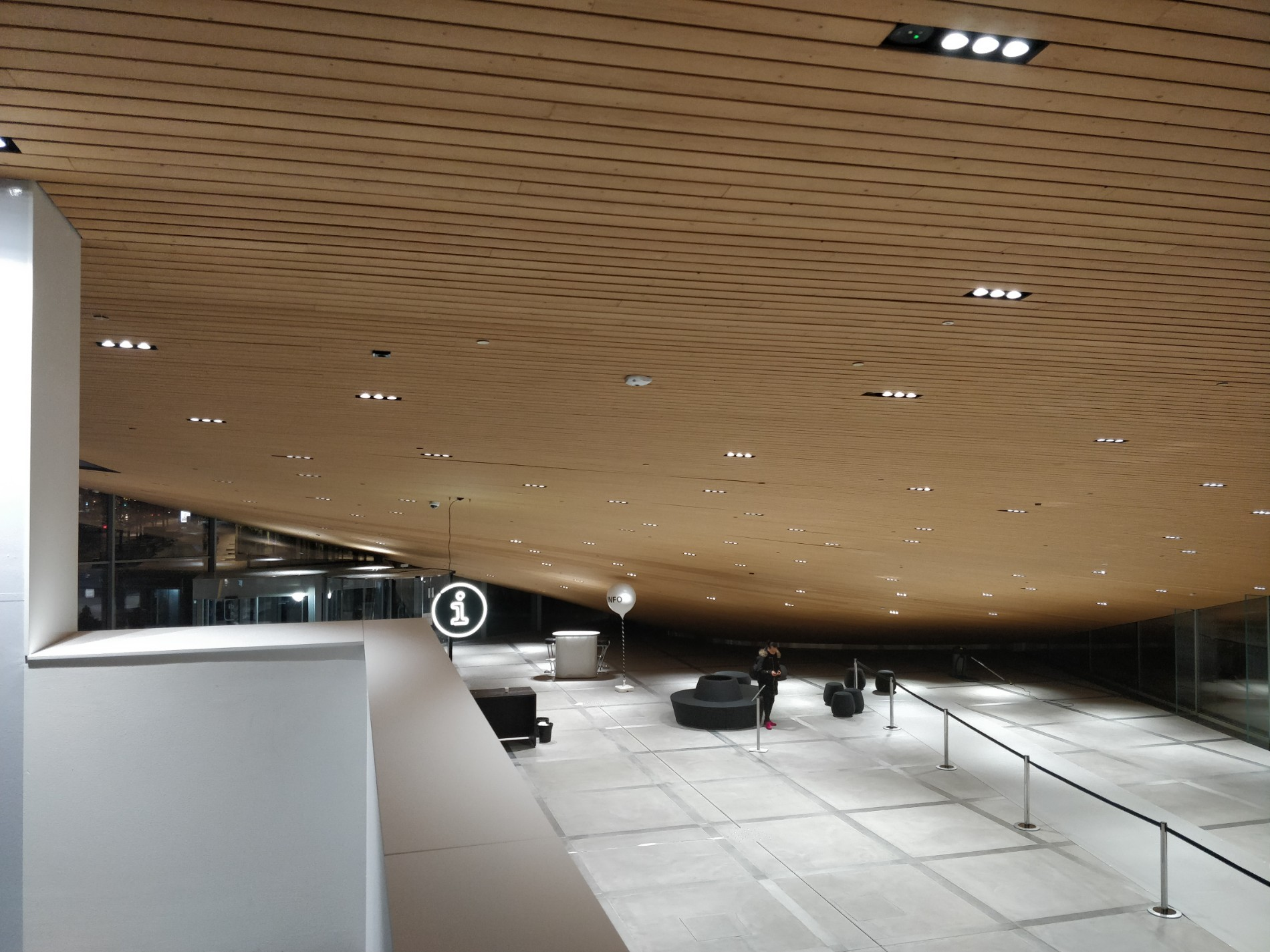
图书馆内部
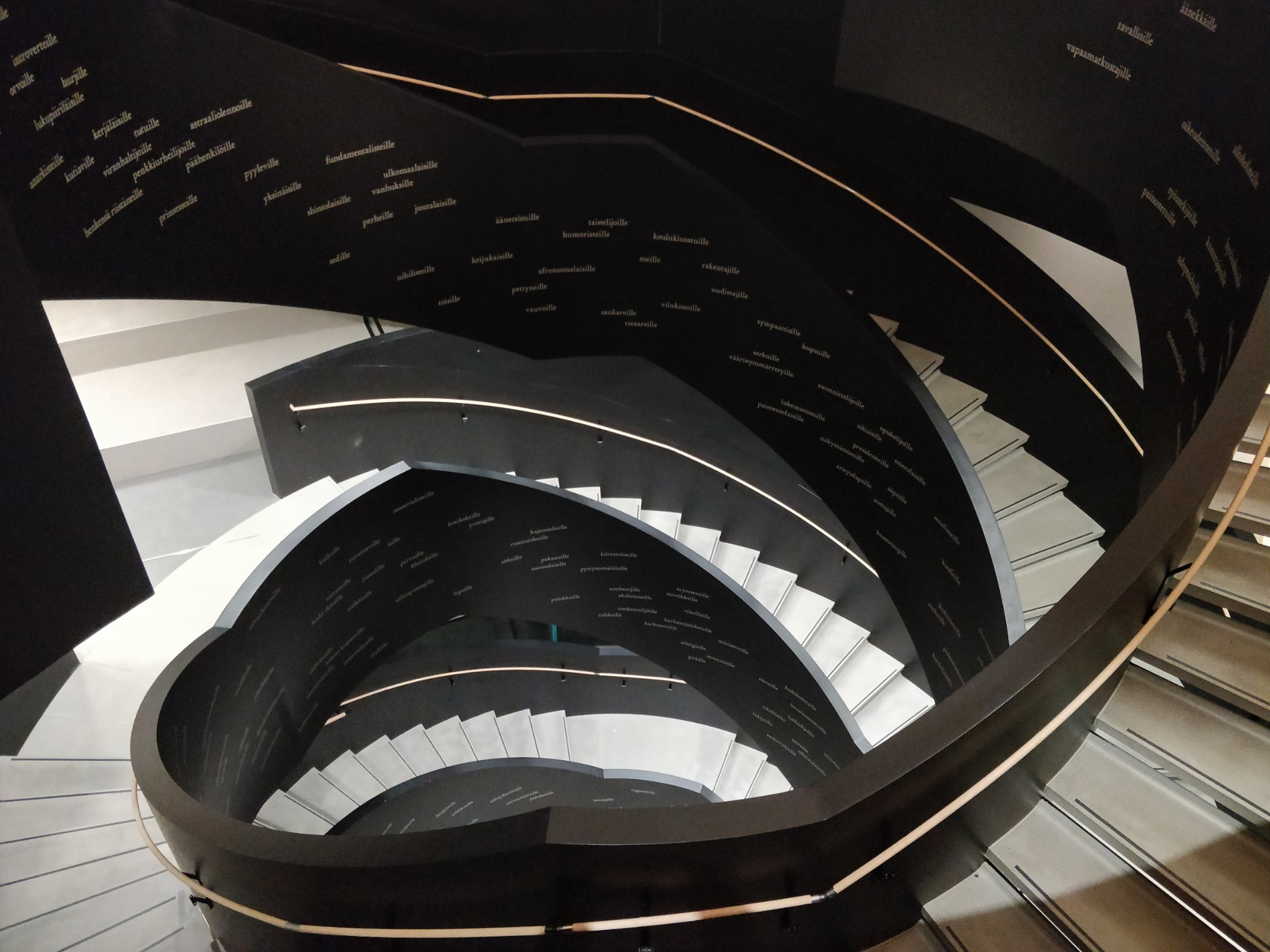
楼梯
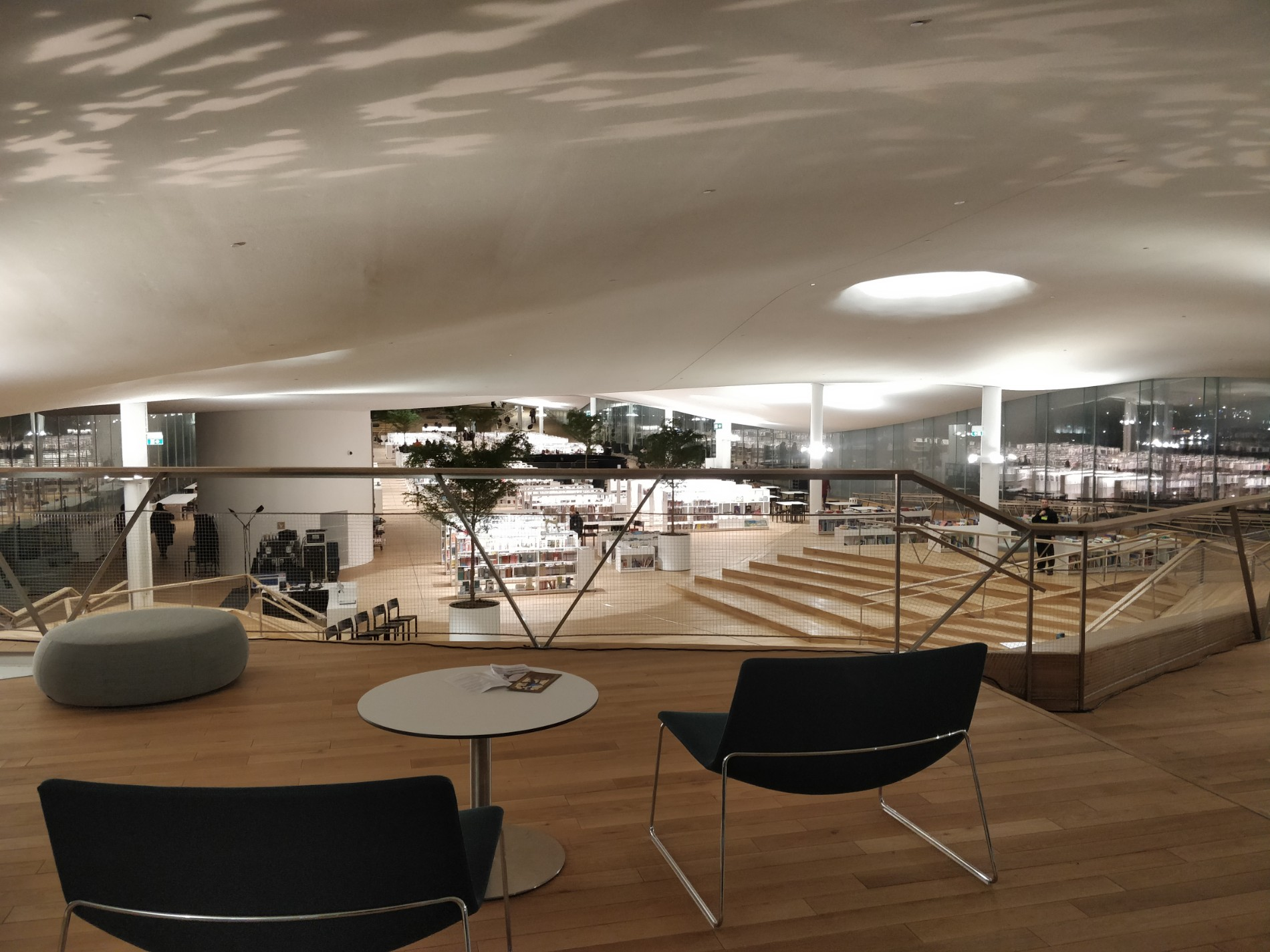
三楼空间